# Khaptad-Nationalpark
Der Khaptad-Nationalpark ist ein Schutzgebiet in der Provinz Sudurpashchim im Westen Nepals.

## Geschichte
Der Nationalpark wurde im Jahr 1984 auf Initiative des regionalen heiligen Mannes Khaptad Baba gegründet. Im Jahr 2006 wurde zusätzlich eine Pufferzone ausgewiesen.

## Geographie
Der Nationalpark erstreckt sich über die vier Distrikte: Bajhang, Bajura, Achham und Doti. Er besitzt eine Fläche von 225 km² und reicht von einer Höhe von 1400 Metern bis zu 3300 Metern. Im nordöstlichen Teil des Parks befindet sich der See Khaptad Daha. Das Klima reicht vom subtropischen Klima bis hin zum alpinen Klima in höheren Lagen.

## Flora und Fauna
Die Hauptlandschaft besteht aus Mooren, Steilhängen und Bächen mit 567 erfassten Pflanzenarten. Entsprechend der jüngsten Erkundungen im Park existieren dort 23 Säugetierarten, 287 Vogelarten, sowie 23 Amphibien- und Reptilienarten.
Bekannte Säugetierarten des Parks sind der Leopard, der Kragenbär, der Wildhund und der Moschushirsch. Zu den wichtigsten Vogelarten gehören der Himalaya-Glanzfasan, der Wanderfalke und der Bengalgeier.